# Fred Hess
Fred Hess ( Abington, Pensilvania, 3 de septiembre de 1944 ; † 27 de octubre de 2018  ) fue un saxofonista tenor y compositor de jazz de vanguardia .

## Trayectoria
Fred Hess nació en Abington, Pensilvania, creció en Nueva Jersey y asistió al Trenton State College. En 1979 estudió en el Creative Music Studio de Karl Berger en Woodstock (Nueva York). En 1981 se mudó a Colorado, donde fundó el Boulder Creative Music Ensemble en 1982. En 1991 se graduó de la Universidad de Colorado en Boulder con un doctorado en composición. También estudió saxofón con Phil Woods, trabajó con el líder de la banda Fred Waring y compuso la música para una obra de teatro de Sam Shepard. Como compositor, trabajó con las influencias de la vanguardia del jazz, como Anthony Braxton y la Association for the Advancement of Creative Musicians. Fue coordinador de estudios de jazz en el Metropolitan State College en Denver.
Además de sus proyectos como director (BCME y The Fred Hess Group ), fue fundador y director de la Creative Music Works Orchestra en Denver y miembro del Denver Jazz Quintet de Ginger Baker (ver su álbum de 1998, Coward of the Country en Atlantic), así como conjuntos dirigidos por el trompetista Ron Miles. Más tarde, Hess trabajó con su propio cuarteto y el dúo Fred Hess / Marc Sabatella.
Hess grabó once álbumes con su propio nombre. Su estilo de tenor estuvo fuertemente influenciado por Lester Young.

## Premios
En 2000 recibió el premio Julius Hemphill Award for Jazz Composition de la Jazz Composers Alliance. En 2006 ganó el primer premio en el Simposio Internacional de Compositores de Jazz en Tampa, Florida.

## Discografía
- Sweet Thunder (Capri, 1991)
- You Know I Care (Capri, 1994)
- Faith (Cadence Jazz, 2000)
- Exposed (CIMP, 2001)
- Right at Home (Tapestry, 2002)
- Between the Lines (Tapestry, 2003)
- Ninth Street Park (Tapestry, 2003)
- Extended Family (Tapestry, 2003)
- Long and Short of It (Tapestry, 2004)
- Crossed Paths (Tapestry, 2005)
- How Bout Now (Tapestry, 2006)
- In the Grotto (Alison, 2007)
- Single Moment (Alison, 2008)
- Hold On Fred Hess Big Band (Dazzle), 2009)
- Into the Open Fred Hess Big Band (Alison, 2010)
- Speak Fred Hess Big Band (Alison, 2012)

## Enlaces / fuentes web
- Fred Hess en Discogs
- biografía